# On Bullshit

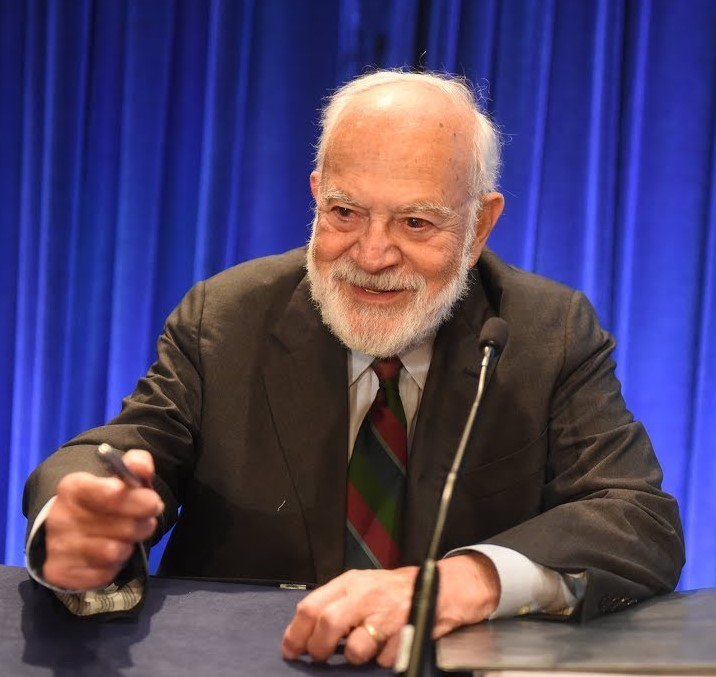
Harry G.Frankfurt

On Bullshit (dịch nghĩa: Bàn về ba xạo) là cuốn sách năm 2005 (ban đầu là bài tiểu luận năm 1986) do nhà triết học người Mỹ Harry G. Frankfurt viết, sách trình bày lý thuyết về ba xạo (tức là bullshit trong tiếng Anh), trong đó định nghĩa khái niệm ba xạo và phân tích ứng dụng của ba xạo trong bối cảnh giao tiếp. Frankfurt xác định rằng ba xạo tức là phát ngôn nhằm thuyết phục người ta mà không hề màng đến sự thật. Kẻ nói dối thì quan tâm đến sự thật và cố gắng che giấu nó; kẻ ba xạo thì không quan tâm những gì mình nói là đúng hay sai, mà chỉ quan tâm đến việc người nghe có bị thuyết phục hay không. Phân tích triết học của Frankfurt về ba xạo từ khi được xuất bản đã được giới học thuật phân tích, phê phán và thu dụng.

## Lịch sử
Frankfurt ban đầu xuất bản bài luận "On Bullshit" trên tập san Raritan Quarterly Review vào năm 1986. Mười chín năm sau, bài luận được xuất bản thành cuốn sách On Bullshit (2005), trở nên được giới độc giả phổ thông ưa chuộng; sách này đã xuất hiện suốt 27 tuần trong danh sách sách bán chạy nhất của Thời báo New York và được bàn luận trong chương trình truyền hình The Daily Show With Jon Stewart, cũng như trong một cuộc phỏng vấn với đại diện của nhà xuất bản Đại học Princeton. On Bullshit đóng vai trò là cơ sở cho cuốn sách tiếp theo của Frankfurt: On Truth (2006).

## Tóm lược
Frankfurt là một triết gia chuyên nghiệp, được đào tạo trong triết học phân tích. Khi được hỏi vì sao ông quyết định tập trung vào ba xạo (bullshit) thì ông giải thích là:
Tôn trọng sự thật và quan tâm đến sự thật là mấy điều góp phần làm nên nền móng của văn minh. Từ lâu rồi tôi cứ day dứt trước sự thiếu tôn trọng đối với sự thật mà tôi quan sát được... ba xạo là một trong những dị tật của mấy giá trị này.
Trong cuốn On Bullshit này, ông nêu ra mối bận tậm của mình cùng với phân biệt giữa "kẻ ba xạo" và kẻ nói dối. Ông kết luận rằng kẻ ba xạo thì quỷ quyệt hơn: chúng là mối đe dọa chống lại sự thật hơn là những kẻ nói dối.

### Bịp bợm và ba xạo (Humbug and bullshit)
Frankfurt mở đầu tác phẩm bằng việc trình bày phần 'giải thích và xem xét' về khái niệm 'bịp bợm' (humbug) của Max Black. Bài luận của Black về 'bịp bợm' và cuốn sách về 'ba xạo' của Frankfurt thì giống nhau. Cả hai đều tập trung vào việc hiểu, định nghĩa và giải thích hai khái niệm tương ứng và đều dùng ví dụ. Frankfurt tập trung vào bịp bợm vì ông tin rằng nó tựa tựa như ba xạo nhưng từ 'ba xạo' thì khiêm cung hơn. Frankfurt dựa theo tác phẩm bàn về 'bịp bợm' của Black để chia tách cái mô tả của 'bịp bợm' thành các yếu tố xác định: "biểu đạt sai để lừa gạt" (deceptive misrepresentation), "thiếu điều nói dối" (short of lying) và "biểu đạt sai... về suy nghĩ, cảm xúc, hoặc thái độ của bản thân ai đó" (misrepresentation... of somebody's own thoughts, feelings, or attitudes). Phân tích của Frankfurt cho phép ông ấy khu biệt sự khác biệt giữa bịp bợm và nói dối. Sự khu biệt chính yếu nó nằm ở cái ý định thúc đẩy hai điều đó. Ý định nằm đằng sau bịp bợm là 'biểu đạt sai', còn ý định nằm đằng sau nói dối thì nó cực đoan hơn, đó là 'che đậy sự thật'. Phần so sánh 'bịp bợm' với 'nói dối' đóng vai trò là dẫn nhập sơ bộ cho phần 'ba xạo'. Bịp bợm thì gần gần với ba xạo, nhưng Frankfurt tin rằng như thế vẫn chưa đủ giải thích được ba xạo và các đặc điểm của nó.

### Nói dối và ba xạo (Lying and bullshit)
Cuốn sách của Frankfurt tập trung nặng vào việc định nghĩa và thảo luận về sự khác biệt giữa nói dối và ba xạo. Sự khác biệt chính yếu giữa hai điều này nó nằm ở ý định và lừa gạt. Cả người nói dối và người nói thật thì đều là xoay quanh sự thật. Kẻ nói dối thì muốn bẻ lái người ta ra khỏi việc khám phá ra sự thật, còn người nói thật thì muốn biểu đạt sự thật. Kẻ ba xạo thì lại khác với cả kẻ nói dối lẫn người nói thật ở chỗ kẻ ba xạo không hề màng đến sự thật. Frankfurt giải thích cách mà những người nói điều ba xạo họ khác biệt đó là họ không tập trung vào sự thật. Người mà truyền đạt điều ba xạo thì họ không quan tâm những điều mình nói là đúng hay sai, họ chỉ quan tâm nó có phù hợp với mục đích của mình hay không thôi. Trong cuốn sách của mình, Frankfurt định nghĩa từ bullshit tức ba xạo trong tiếng Anh là shit, bull session và bull. Ông làm theo cách là cắt chẻ từ bullshit ra và xem xét ngữ nghĩa của từng thành phần đấy theo từ điển. Các thành phần đấy của từ bullshit nêu bật lên những từ ngữ tương ứng làm nên ý nghĩa tổng thể của từ bullshit: vô tích sự (useless), tầm thường (insignificance) và trái khoáy (nonsense).
Kế tiếp, Frankfurt tập trung vào từ hoàn chỉnh, ý nghĩa của nó và sự chấp nhận của công chúng với nó. Ông đưa ra một ví dụ về lời dặn của người bố cho đứa con của mình, khích lệ đứa con chọn 'ba xạo' thay cho 'nói dối' khi có thể. Frankfurt nêu ra lý do cho mức độ hậu quả của ba xạo và lý do cho mức độ hậu quả của nói dối. Đầu tiên, kẻ nói dối được coi là cố tình lừa gạt và gây hại bởi vì cái ý định bám theo đằng sau hành động. Thứ hai, kẻ ba xạo thì lại không có cái kiểu đặc điểm ý định như kẻ nói dối. Tạo ra lời ba xạo thì không cần đến kiến thức về sự thật. Kẻ nói dối cố tình lảng tránh sự thật còn kẻ ba xạo thì có khi lại vô tình nói lên sự thật hoặc đưa ra yếu tố của sự thật mà không hề có ý định làm thế. Frankfurt tin rằng kẻ ba xạo và sự chấp nhận đang dần cao lên đối với ba xạo là có hại cho xã hội hơn kẻ nói dối và lời nói dối nhiều. Đấy là vì kẻ nói dối tích cực suy tính đến sự thật khi họ che giấu nó còn kẻ ba xạo thì lại hoàn toàn không màng đến sự thật. "Ba xạo là kẻ thù của sự thật còn hơn cả nói dối" (Bullshit is a greater enemy of the truth than lies are). Frankfurt tin rằng dù người ta có khi dung thứ cho ba xạo nhiều hơn, nhưng ba xạo thì có hại hơn nhiều.

### Thời ba xạo trở dậy
Frankfurt kết thúc cuốn sách của mình bằng việc thảo luận về sự trở dậy của ba xạo. Ông không biện luận rằng có nhiều ba xạo trong xã hội bây giờ hơn trong quá khứ. Ông giải thích rằng mọi hình thức giao tiếp đều đã gia tăng, dẫn đến ta được thấy, đọc và nghe nhiều ba xạo hơn. Ông nêu rằng do kỳ vọng xã hội buộc cá nhân phải có và bày tỏ ý kiến của mình về mọi vấn đề nên đã đòi hỏi nhiều ba xạo hơn. Cho dù thiếu kiến thức về chủ đề nào đó ví dụ như chính trị, tôn giáo hay nghệ thuật, cá nhân vẫn bị kỳ vọng phải tham gia đàm luận và đưa ra ý kiến. Ý kiến đưa ra nhiều khi sẽ là ba xạo vì không hề dựa trên thực kiện và nghiên cứu. Lòng thèm muốn tỏ ra am hiểu hay luôn có chính kiến nó thôi thúc cái ý kiến đấy mà không màng gì đến sự thật. Frankfurt thừa nhận rằng việc ba xạo có khi không phải lúc nào cũng là do cố tình, nhưng tin rằng tựu trung thì ba xạo được thực hiện bằng sự bất chấp và cẩu thả với sự thật. Frankfurt biện luận rằng sự trở dậy này của ba xạo là nguy hiểm vì nó chấp nhận và mở đường cho sự bất chấp sự thật ngày càng tăng.

## Đón nhận và chỉ trích
Có rất nhiều phản hồi khác nhau cho tác phẩm của Frankfurt. Kể từ khi được xuất bản, tác phẩm đã được thảo luận, thu dụng, khen ngợi lẫn chỉ trích. Tác phẩm đã nhận được sự đón nhận tích cực của nhiều học giả, được vài người coi là đáng chú ý, và sự phổ biến của nó trong công chúng rất rõ rệt với vị thế là cuốn sách bán chạy nhất suốt nhiều tuần liền. Tác phẩm của ông cũng đã nhận được các lời chỉ trích. Một trong các lời chỉ trích là tác phẩm có tính đơn giản quá mức và quá hẹp định nghĩa: tức cuốn sách không ghi nhận đến các nhân tố 'động' có góp phần trong giao tiếp, cũng không ghi nhận đến bản tính 'động' của sự thật. Chỉ trích này cũng giải thích rằng tác phẩm có hạn chế ở mặt phân tích những thôi thúc và hình thức ba xạo khác ngoài những cái nảy sinh từ sự thiếu quan tâm đến sự thật ra. Một nhà phê bình thì ghi rằng cuốn sách không hề đề cập đến, hay bác bỏ, năng lực phát hiện ra ba xạo của người tiếp thu: bảo rằng cách giải thích về ba xạo của Frankfurt là trình bày ra tự sự trong đó lời ba xạo được người nghe không để ý hoặc dễ dàng được người nghe tha thứ cho. Một nhà phê bình khác thì chỉ ra rằng cuốn sách đã thiếu sót không bổ sung thêm phần ghi nhận về chỉ trích nào, cũng không lường được đến bất kì phát triển và ý tưởng mới trong tâm lý học và triết học nào cho việc xuất bản sách.
Mặc dù với tất cả những chỉ trích như trên, tác phẩm vẫn được ưa chuộng và nhận được sự đón nhận tích cực. Nhà nhân chủng học, người vô trị chủ nghĩa David Graeber có nhắc đến văn bản của Frankfurt trong cuốn sách Bullshit Jobs năm 2018 của mình.